# Richard Brinsley Sheridan
Richard Brinsley Sheridan (Dublín, Irlanda, 30 de octubre de 1751-Savile Row, 7 de julio de 1816), fue un dramaturgo y político del partido whig en el Reino Unido. Fue durante muchos años propietario y director del Teatro Drury Lane. Está enterrado en el Poets' Corner de la abadía de Westminster.
Su obra de teatro The School for Scandal (1777), una comedia de costumbres, es considerado un clásico del teatro inglés. Fue una de las obras más populares del siglo XVIII y William Hazlitt afirmó que era «... la comedia mejor acabada y perfecta que tenemos».
Como parlamentario, fue conocido por sus discursos interminables. Ostentó, brevemente, los cargos de secretario de Estado del HM Treasury y tesorero de la Marina Real británica.
Murió en la pobreza, arruinado por las deudas surgidas tras incendiarse el Teatro Drury Lane.

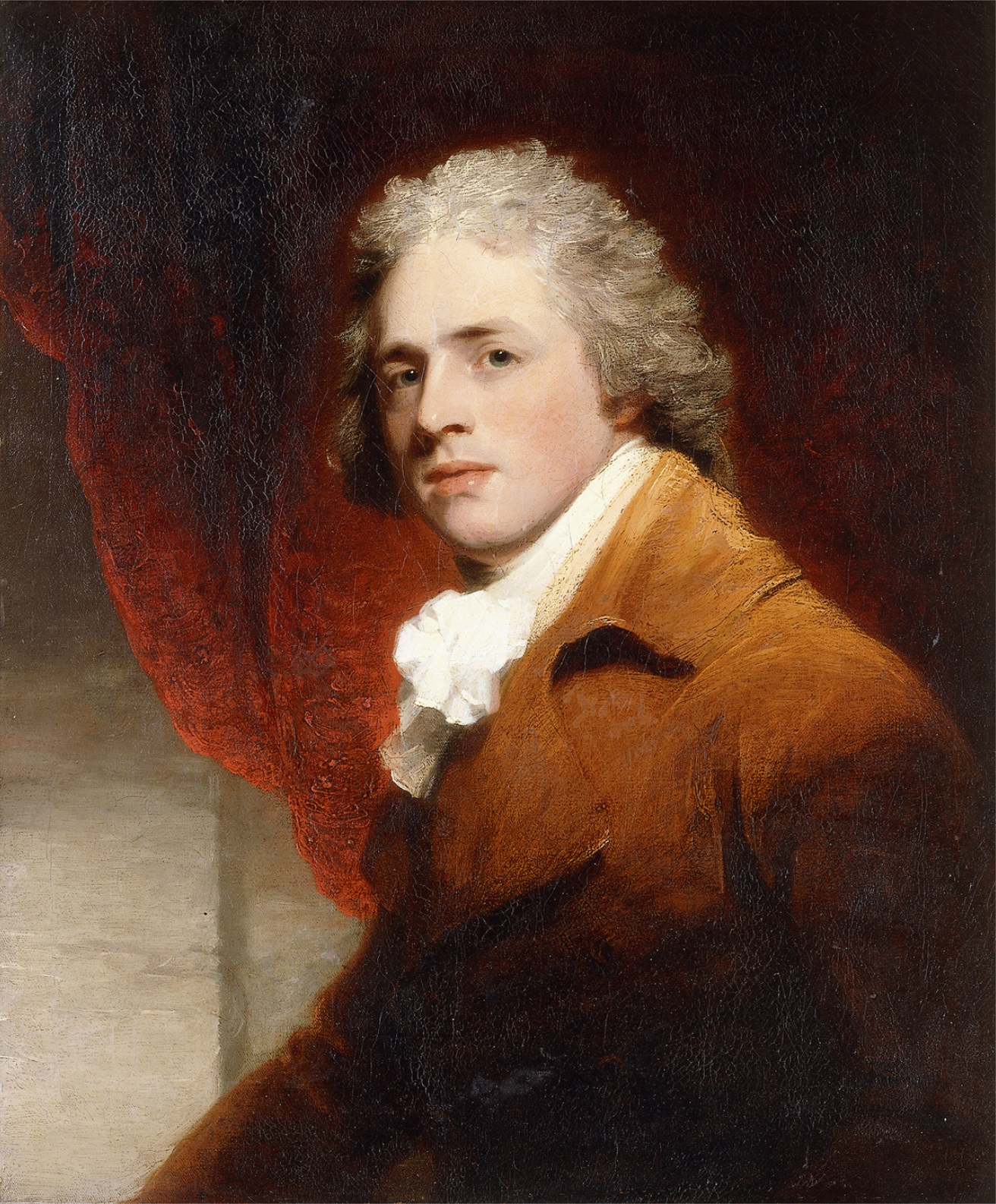
Retrato hecho por John Hoppner

## Vida personal
Nació en Dublín, en la calle Dorset, n.º 12 (donde nació también el dramaturgo Sean O'Casey). Fue bautizado el 4 de noviembre de 1751. Su padre, Thomas Sheridan, era actor y director del Teatro Real de Dublín; y su madre, Frances Sheridan, era escritora.
En 1772, se fugó con Elizabeth Linley, una cantante, hija de Thomas Linley, que estaba a punto de casarse con otro hombre. Elizabeth fue retratada en varios retratos por Thomas Gainsborough, Joshua Reynolds y Richard Samuel.

## Obras
- The Rivals (estrenada el 17 de enero de 1775)
- St Patrick's Day (estrenada el 2 de mayo de 1775)
- The Duenna (estrenada el 21 de noviembre de 1775)
- A Trip to Scarborough (estrenada el 24 de febrero de 1775)
- The School for Scandal (estrenada el 8 de mayo de 1777): Se estrenó con Frances Abington, considerada la mejor cómica de su tiempo, en uno de lo papeles principales.[5] El crítico Fintan O’Toole señala que con esta obra «Sheridan demuestra que el mundo de los "hechos", es decir, el mundo según los periódicos, está llena de mentiras, mientras que la ficción del teatro podría revelar una verdad».[5]
- The Camp (estrenada el 15 de octubre de 1778)
- The Critic (estrenada el 30 de octubre de 1779)
- The Glorious First of June (estrenada el 2 de julio de 1794)
- Pizarro (estrenada el 24 de mayo de 1799)

Asimismo escribió una colección de poemas y discursos políticos en su periodo en el Parlamento.

## Adaptaciones y referencias culturales
En el filme La duquesa (2008), un biopic de Georgiana Cavendish, duquesa de Devonshire, Sheridan interviene como personaje y su obra teatral The School for Scandal, inspirada en el matrimonio de Cavendish, es representada en una fiesta de la nobleza londinense.
Se han realizado dos óperas modernas basadas en el libreto de Sheridan: Serguéi Prokófiev 's compromiso en un monasterio (compuesto 1940-1), y Roberto Gerhard's versión de 1945-7.